# Uusimaa (kanonbåt, 1917)
Uusimaa var en finländsk kanonbåt som var byggd 1917. Fartyget tjänstgjorde under det andra världskriget i den finska flottan. Fartyget hade tidigare gått under namnet Beo i tysk tjänst och Golub i rysk tjänst. Uusimaa byggdes i Helsingfors för tsar-rysk räkning. I slutet av år 1920 gav Tyskland tillbaka fartyget, tillsammans med systerfartyget, till Finland.
Fartyget kunde ta 70 ton kol.
Efter kriget fungerade fartyget som trålare i Östersjön, men skrotades år 1953.

## Fartyg av klassen
Ryssland
- Korshun (Pioner), byggd 1916
- Kobtchnik, byggd 1916

 Finland
- Uusimaa, byggd 1917
- Hämeenmaa, byggd 1917

 Chile
- Colocolo, byggd 1919
- Leucoton, byggd 1919
- Elicura, byggd 1919
- Orompello, byggd 1919

| Uusimaa |  | Uusimaa eller Hämeenmaa |
| Uusimaa |  | Uusimaa eller Hämeenmaa |